# Navas metróállomás
Navas egyike a Spanyolországban található barcelonai metró metróállomásainak.

## Metróvonalak
Az állomást az alábbi metróvonalak érintik:
- 1-es metróvonal

## Kapcsolódó állomások
Az állomáshoz az alábbi állomások vannak a legközelebb:
- Clot (Hospital de Bellvitge, 1-es metróvonal)
- Sagrera (Fondo, 1-es metróvonal)